# Нове Ґрохале
Нове Ґрохале (пол. Nowe Grochale) — село в Польщі, у гміні Леонцин Новодворського повіту Мазовецького воєводства.
Населення — 632 особи (2011).
У 1975-1998 роках село належало до Варшавського воєводства.

## Демографія
Демографічна структура станом на 31 березня 2011 року:
|          | Загалом | Допрацездатний вік | Працездатний вік | Постпрацездатний вік |
| -------- | ------- | ------------------ | ---------------- | -------------------- |
| Чоловіки | 305     | 61                 | 219              | 25                   |
| Жінки    | 327     | 75                 | 195              | 57                   |
| Разом    | 632     | 136                | 414              | 82                   |